# 田中和徳

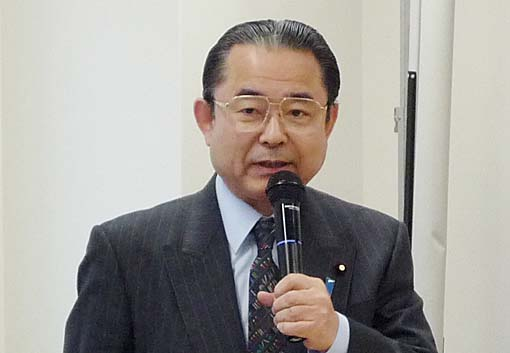
2014年、川崎市にて

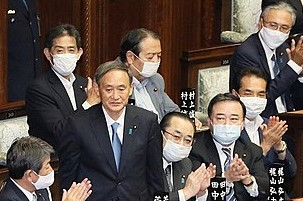
2020年9月16日、衆議院本会議で内閣総理大臣に指名された菅義偉を拍手で送る田中（菅の右隣）

田中 和德（たなか かずのり、1949年〈昭和24年〉1月21日 - ）は、日本の政治家。自由民主党所属の衆議院議員（10期）、衆議院政治倫理審査会長。
復興大臣（第10代）・福島原発事故再生総括担当大臣（第4次安倍第2次改造内閣）、環境副大臣（第2次安倍内閣）、財務副大臣（第1次安倍内閣）、外務大臣政務官（第1次小泉第2次改造内閣・第2次小泉内閣）、財務大臣政務官（第1次小泉第1次改造内閣）、国土交通大臣政務官（第1次小泉内閣）、神奈川県議会議員（1期）、川崎市議会議員（2期）、衆議院財務金融委員長、自由民主党幹事長代理、同国際局長、同組織運動本部長、同団体総局長、同財務金融部会長、同副幹事長、同国会対策副委員長、同たばこ議員連盟副会長を歴任した。

## 来歴
山口県豊浦郡豊田町（現下関市）の農家に生まれる。現住所は神奈川県川崎市川崎区小田6丁目。山口県立西市高等学校、法政大学法学部法律学科卒業。大学卒業後、斎藤文夫神奈川県議会議員（後に参議院議員）の秘書を務める。
1983年、川崎市議会議員に初当選し、1987年に再選。1991年、神奈川県議会議員選挙に鞍替えし、当選。1996年、第41回衆議院議員総選挙に神奈川10区から自由民主党公認で出馬し、神奈川10区では新進党前職の永井英慈に僅差で敗れたが、重複立候補していた比例南関東ブロックで復活し当選した。2000年の第42回衆議院議員総選挙では、神奈川10区で民主党から出馬した永井英慈を破り、再選。2001年、第1次小泉内閣で国土交通大臣政務官（災害対策と社会資本整備の担当）に任命され、引き続いて第1次小泉第1次改造内閣で財務大臣政務官、第1次小泉第2次改造内閣・第2次小泉内閣で外務大臣政務官を務めた。2006年、第1次安倍内閣で財務副大臣（日銀の担当）に任命された。2008年より衆議院財務金融委員長。2009年の第45回衆議院議員総選挙では、神奈川10区で民主党の城島光力に僅差で敗れたが、重複立候補していた比例南関東ブロックで復活し5選。
2010年に設置されたシャドウ・キャビネットでは、影の環境大臣に起用された。2011年、同じ山崎派に所属する甘利明が立ち上げた政策集団さいこう日本に参加。
2012年の第46回衆議院議員総選挙では、神奈川10区で前回敗れた城島を比例復活すら許さない大差で破り、6選。選挙後、石原伸晃の山崎派継承に伴い、石原派に参加せず退会した。第2次安倍内閣で環境副大臣（地球温暖化、自然環境の担当）を務める。
2014年9月より自由民主党組織運動本部長。同年12月の第47回衆議院議員総選挙は城島を再び破り、7選。
2016年、自由民主党国際局長に就任。
2017年、甘利明、田中同様に石原派への代替わりに反発して山崎派を退会した山際大志郎、無派閥の中山展宏、福田峰之の5人で麻生派に入会した。10月の第48回衆議院議員総選挙で8選。2019年9月、復興大臣に就任。
2021年10月31日、第49回衆議院議員総選挙で9選。
2024年10月27日、第50回衆議院議員総選挙で10選。

## 政策・主張
- 永住外国人への地方選挙権付与に賛成。在日韓国人組織の在日本大韓民国民団（民団）の集会に出席した際、「外国人登録者は200万人を突破し、永住者も83万人にのぼる。開かれた国、誇り高い国として、開かれた社会の構築へ、共に地方参政権実現に努力することを約束する」と発言した[14]。2009年の第45回衆議院議員総選挙に際して朝日新聞が実施したアンケート調査では、「「永住外国人の地方参政権を認めるべきだ」の意見に賛成ですか、反対ですか」という項目に対して「どちらかと言えば賛成」と回答した[15]。
- 選択的夫婦別姓制度の導入に反対[16][17]。
- 同性婚の導入に「どちらかと言えば反対」[18]。
- 日本国憲法第9条の改正、集団的自衛権の行使に賛成[19]。
- 原子力発電は日本に必要[19]。
- 日本の核武装について「将来にわたって検討すべきでない」としている[20]。
- 女性宮家の創設に反対[20]。
- ヘイトスピーチの法律による規制に反対[19]。
- 道徳の教科化に賛成[19]。
- カジノの解禁に賛成[19]。
- 治安対策に精通しており、「99%が高校入学、その96%が卒業するんですが、残りの3%の中退者やそれ以下の学歴の人たちが刑務所に入る人の6割を占めている。高校は義務教育でないから問題を起こすとすぐ“退学しろ”となり、家庭に問題がある場合も多いから、犯罪につながりやすい。ここを学校・職安・役所が一体となってケアすれば、初犯の数がぐっと減る。でも要は社会が、刑務所で罪を償った人は普通の人、という認識をもって接してくれるのが一番大事。だから世間の方にもっともっと実情を知ってもらいたいと思っています」と述べるなど、犯罪者の再犯防止のためには出所者の社会復帰へのさらなる支援が必要だとしている[21]。

### 復興大臣として
- 2019年9月30日、東日本大震災で被災した宮城県沿岸部を就任後初めて視察した。田中は、沿岸6市町を訪問。気仙沼市では菅原茂市長の説明を受けて内湾地区の商業施設を視察後「ソフト面の支援が今後は一番大事になる。災害公営住宅には1人暮らしのお年寄りが多く、心のケアは大切。10年で終わることはない」と強調した。
- 復興のためには「地震、津波、原発を乗り越え、発展できる国を実現させる。まずは福島県産の食料を東南アジアなどへ輸出し世界中の人々に食べてもらうことだ」と主張[22]。
- 新型コロナウイルスの感染拡大について「国民の健康を守るのは当然ながら、閣僚の一人として景気回復にも努めなければならない」と主張[23]。
- 台風19号による多摩川周辺の水害にも触れ「国と市が連携し時間と予算をかけ抜本的な改革を進める」と主張[24]。
- 議員外交に積極的で、これまで約100の国・地域を歴訪、自民党国際局長当時は議員交流を主導した[25]経験から風評被害対策に関し「外国でイベントをやるのも必要かもしれない」と語る[26]。また、「日本の食品を輸入している国や地域で、現地の人と生産地の人が触れ合うイベントのようなものを外務省や自治体と協力してやってみたい。私も99カ国、世界中を歩いてきた人間なので、土地勘もあるつもりだ。特にアジア方面に向け何かやってみたい」と語るなど、自ら海外に出向き「トップセールス」に臨む考えを明らかにした[27]。
- 新型コロナウイルスの感染拡大防止に伴う2020年3月11日に予定していた政府主催の東日本大震災追悼式の中止が決まったことについて、「縮小も含めていろいろと検討したが、コロナウイルスの感染拡大を防止するということで、このような状況になった。本当に残念なことだ」と述べ、11日の当日に関しては、「政府としても弔意を表明することなどについては検討が進められている。復興庁でも対応して弔意を示す。きちっとしたアピールをできるようにしたい」と語った[28]。
- 福島県産を中心とした被災地の食材が一部の国・地域で輸入規制され続けている現状について、韓国を念頭に「そっちの国より（日本産のほうが）よっぽど安全だし、きれいだ」と述べた。発言の根拠について、田中は「福島の食材は日本の中でも問題はない低い（放射能の）数値だ。韓国の数値も把握している。（日本は）世界中でもっとも厳しい基準をクリアしているものを流通させている」と説明した[29]。
- 韓国で東京電力福島第1原発事故をやゆする動きがあることについて、「遺憾というより、とんでもない。非常に大きな問題だ」と批判。外交ル－トを通じ韓国政府に申し入れた。韓国では、民間団体が防護服を着た聖火ランナーのポスターを作製するなどしている。田中は福島県の関係者から風評被害の助長を懸念する声が上がっていることを踏まえ、「関係省庁と連携し、科学的根拠に基づいて正確な情報を国際社会に丁寧に説明したい」と述べた。一方、この日の会見場には、福島県飯舘村の長泥地区で除染土を再利用する環境省の実証試験で栽培されたストックの花が飾られた。小泉進次郎環境大臣が各省庁に活用を呼び掛けており、田中は「いい香りがする。大臣室にも飾りたい」と笑顔を見せた[30]。
- 2020年03月08日、NHKの番組に出演し、2020年度末で設置期限が切れる復興庁を10年延長する法案を今国会に提出したことに触れ、「営農や観光面など、特に中小企業の皆さんに力を与えるようなきめの細かい施策を行っていく」と今後の被災地の支援に意欲を示した。番組では、福島県の内堀雅雄知事が「住民の帰還がなかなか進んでいない地域もある。特に子育て世代の帰還が進んでいない」との認識を示し、「医療や教育、商業施設など安心して帰還できる環境を整備することが重要だ」と強調した。また産業振興に関し、岩手県の達増拓也知事は「さまざまな産業基盤は復旧してきているが、作った物を売っていくことや観光がいまひとつ軌道に乗っていない」と指摘。宮城県の村井嘉浩知事も「販路が回復しないことが非常に大きな問題だ。沿岸部はなかなか人が戻ってこないという課題があるので、人や物の流れをスムーズにするのが何よりも重要だ」と訴えた[31]。

## 人物

### 統一教会との関係
- 2016年、川崎駅構内での街頭演説の際、田中は自身の名刺とともに世界平和統一家庭連合（旧統一教会）の機関紙「世界日報」を配布した[32]。
- 2017年5月7日、自民党副総裁の高村正彦と党国際局長の田中は、党本部の総裁応接室で統一教会の北米総会長のキム・ギフンら共和党議員団を迎えた[33][34]。
- 2019年9月29日、統一教会の関連団体「世界日報」にインタビュー記事が掲載された[35]。

### その他
- 日中国会議員書画展へ書画を提供している[36]。
- しんぶん赤旗の報道によれば、全国小売酒販組合中央会の政治団体より、2003年までの3年間に計85万円の献金を受けていた[37]。
- 2009年4月、2011年11月に2度にわたり田中の殺害をインターネット上で予告した、川崎市在住の37歳の無職の男が神奈川県警川崎警察署に逮捕された[38]。
- 1983年より保護司を務めている[39][40]。田中の前の復興大臣だった渡辺博道も保護司を務めており、秋葉賢也らとともに『世界の刑務所を訪ねて～犯罪のない社会づくり～』という本を上梓した[41]。
- 政界きってのダブルスーツ愛好家としても知られ、復興大臣就任後もダブルスーツ姿で公務にいそしんでいる[42][43][44]。

## 不祥事
- 田中の政治団体「新都市構想懇話会」が、田中が財務副大臣在任中の2006年に開催した政治資金パーティーで、指定暴力団・稲川会系組長が取締役を務める企業が40万円分のパーティー券を購入していたが、後日田中の事務所が政治資金収支報告書の領収書を訂正した[45]。

## 栄典
- ブルガリア: マダラの騎士勲章 - （2019年12月23日）

## 著書
- 「この国を根こそぎ！信頼の監査制度の実現を（共著）」（東京プレスクラブ新書）ISBN 978-4-905156-06-2
- 「世界の刑務所を訪ねて～犯罪のない社会づくり～（共著）」 小学館新書

## 主な所属団体・議員連盟
- 自民党たばこ議員連盟（副会長）[46][47]
- 次世代たばこ研究会（会長）[4]
- 街の酒屋さんを守る国会議員の会（会長）[48]
- 神道政治連盟国会議員懇談会
- みんなで靖国神社に参拝する国会議員の会
- 国家主権と国益を守るために行動する議員連盟
- 自民党遊技業振興議員連盟
- TPP交渉における国益を守り抜く会
- パチンコ・チェーンストア協会（政治分野アドバイザー）[49][50]

## 選挙歴
| 当落 | 選挙                       | 執行日         | 年齢 | 選挙区             | 政党       | 得票数     | 得票率 | 定数 | 得票順位 /候補者数 | 政党内比例順位 /政党当選者数 |
| ---- | -------------------------- | -------------- | ---- | ------------------ | ---------- | ---------- | ------ | ---- | ------------------ | ---------------------------- |
| 当   | 1983年川崎市議会議員選挙   | 1983年4月      | 34   | 川崎区選挙区       |            | ーー票     | ーー   |      | /                  | /                            |
| 当   | 1987年川崎市議会議員選挙   | 1987年4月      | 38   | 川崎区選挙区       |            | ーー票     | ーー   |      | /                  | /                            |
| 当   | 1991年神奈川県議会議員選挙 | 1991年4月      | 42   | 川崎市川崎区選挙区 | ーー       | ーー票     | ーー   |      | /                  | /                            |
| 比当 | 第41回衆議院議員総選挙     | 1996年10月20日 | 47   | 神奈川県第10区     | 自由民主党 | 6万8892票  | 30.60% | 1    | 2/5                | 7/7                          |
| 当   | 第42回衆議院議員総選挙     | 2000年06月25日 | 51   | 神奈川県第10区     | 自由民主党 | 9万4183票  | 39.58% | 1    | 1/4                | /                            |
| 当   | 第43回衆議院議員総選挙     | 2003年11月09日 | 54   | 神奈川県第10区     | 自由民主党 | 11万4766票 | 48.12% | 1    | 1/3                | /                            |
| 当   | 第44回衆議院議員総選挙     | 2005年09月11日 | 56   | 神奈川県第10区     | 自由民主党 | 16万669票  | 56.44% | 1    | 1/3                | /                            |
| 比当 | 第45回衆議院議員総選挙     | 2009年08月30日 | 60   | 神奈川県第10区     | 自由民主党 | 11万8641票 | 49.26% | 1    | 2/4                | 5/6                          |
| 当   | 第46回衆議院議員総選挙     | 2012年12月16日 | 63   | 神奈川県第10区     | 自由民主党 | 10万4994票 | 37.47% | 1    | 1/                 | /                            |
| 当   | 第47回衆議院議員総選挙     | 2014年12月14日 | 65   | 神奈川県第10区     | 自由民主党 | 11万4564票 | 52.20% | 1    | 1/3                | /                            |
| 当   | 第48回衆議院議員総選挙     | 2017年10月22日 | 68   | 神奈川県第10区     | 自由民主党 | 11万3824票 | 51.46% | 1    | 1/3                | /                            |
| 当   | 第49回衆議院議員総選挙     | 2021年10月31日 | 72   | 神奈川県第10区     | 自由民主党 | 10万4832票 | 41.39% | 1    | 1/4                | /                            |
| 当   | 第50回衆議院議員総選挙     | 2024年10月27日 | 75   | 神奈川県第10区     | 自由民主党 | 5万7380票  | 34.65% | 1    | 1/4                | /                            |